# 37. ceremonia wręczenia Cezarów
37. ceremonia wręczenia francuskich nagród filmowych Cezarów za rok 2011, odbyła się 24 lutego 2012 roku w Théâtre du Châtelet w Paryżu. Dnia 27 stycznia 2012 roku ogłoszono nominacje do nagród.

## Laureaci i nominowani

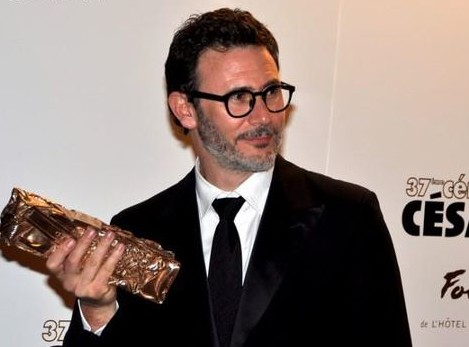
Reżyser Michel Hazanavicius wraz z nagrodą za najlepszy film roku

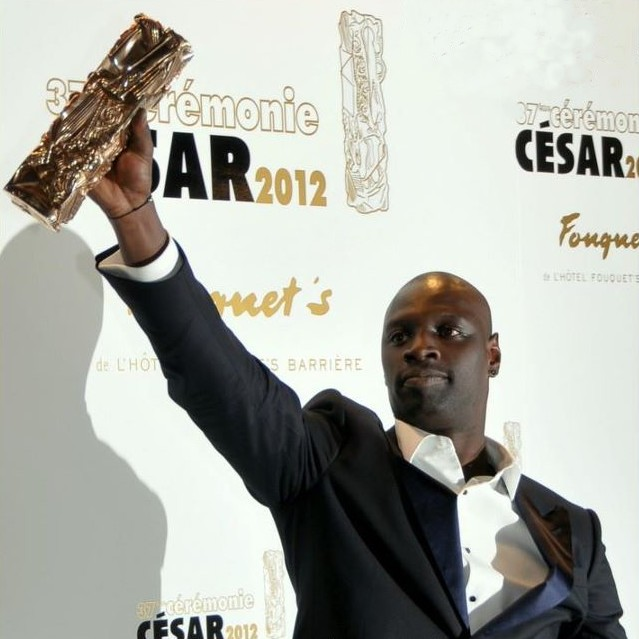
Aktor Omar Sy nagrodzony za rolę w filmie Nietykalni

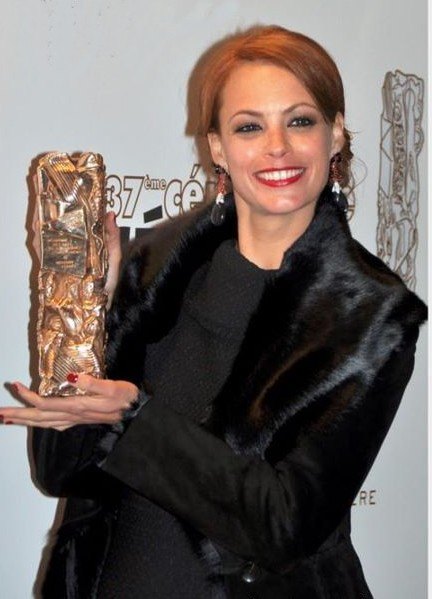
Aktorka Bérénice Bejo wraz z nagrodą dla najlepszej aktorki za rolę w filmie Artysta

Laureaci nagród wyróżnieni są wytłuszczeniem

### Najlepszy film
Reżyser / Producenci − Film
- Michel Hazanavicius / Thomas Langmann − Artysta
  - Pierre Schoeller / Denis Freyd − Minister
  - Valérie Donzelli / Edouard Weil − Wypowiedzenie wojny
  - Aki Kaurismäki / Fabienne Vonier − Człowiek z Hawru
  - Eric Toledano i Olivier Nakache / Nicolas Duval Adassovsky, Yann Zenou i Laurent Zeitoun − Nietykalni
  - Alain Cavalier / Michel Seydoux − Pater
  - Maïwenn / Alain Attal − Poliss

### Najlepszy film zagraniczny
Reżyser − Film • Kraj produkcji
- Asghar Farhadi − Rozstanie • Iran
  - Darren Aronofsky − Czarny łabędź • Stany Zjednoczone
  - Tom Hooper − Jak zostać królem • Wielka Brytania
  - Nicolas Winding Refn − Drive • Stany Zjednoczone
  - Jean-Pierre i Luc Dardenne − Chłopiec na rowerze • Belgia
  - Denis Villeneuve − Pogorzelisko • Kanada
  - Lars von Trier − Melancholia • Dania / Szwecja / Francja / Niemcy

### Najlepszy pierwszy film
Reżyser / Producenci − Film
- Sylvain Estibal − Kiedy świnie mają skrzydła
  - Delphine i Muriel Coulin − 17 dziewczyn
  - Alix Delaporte − Angele i Tony
  - Stéphane Foenkinos i David Foenkinos − Delikatność
  - Eva Ionesco − Moja mała księżniczka

### Najlepszy reżyser
- Michel Hazanavicius − Artysta
  - Alain Cavalier − Pater
  - Pierre Schoeller − Minister
  - Valérie Donzelli − Wypowiedzenie wojny
  - Éric Toledano i Olivier Nakache − Nietykalni
  - Aki Kaurismäki − Człowiek z Hawru
  - Maïwenn − Poliss

### Najlepszy scenariusz oryginalny
- Pierre Schoeller − Minister
  - Valérie Donzelli i Jérémie Elkaïm − Wypowiedzenie wojny
  - Michel Hazanavicius − Artysta
  - Maïwenn i Emmanuelle Bercot − Poliss
  - Éric Toledano i Olivier Nakache − Nietykalni

### Najlepszy scenariusz adaptowany
- Yasmina Reza i Roman Polański − Rzeź
  - David Foenkinos − Delikatność
  - Vincent Garenq − Winny
  - Olivier Gorce, Roschdy Zem, Rachid Bouchareb i Olivier Lorelle − Omar mnie zabił
  - Mathieu Kassovitz, Benoît Jaubert i Pierre Geller − L'ordre et la morale

### Najlepszy aktor
- Omar Sy − Nietykalni
  - Sami Bouajila − Omar mnie zabił
  - François Cluzet − Nietykalni
  - Jean Dujardin − Artysta
  - Olivier Gourmet − Minister
  - Denis Podalydès − Zwycięstwo
  - Philippe Torreton − Winny

### Najlepsza aktorka
- Bérénice Bejo − Artysta
  - Leïla Bekhti − Kobiece źródło
  - Valérie Donzelli − Wypowiedzenie wojny
  - Marina Foïs − Poliss
  - Marie Gillain − Wszystkie nasze żądze
  - Karin Viard − Poliss
  - Ariane Ascaride − Śniegi Kilimandżaro

### Najlepszy aktor w roli drugoplanowej
- Michel Blanc − Minister
  - Nicolas Duvauchelle − Poliss
  - Joey Starr − Poliss
  - Bernard Le Coq − Zwycięstwo
  - Frédéric Pierrot − Poliss

### Najlepsza aktorka w roli drugoplanowej
- Carmen Maura − Kobiety z 6. piętra
  - Zabou Breitman − Minister
  - Anne Le Ny − Nietykalni
  - Noémie Lvovsky − Apollonide. Zza okien domu publicznego
  - Karole Rocher − Poliss

### Nadzieja kina (aktor)
- Grégory Gadebois − Angele i Tony
  - Nicolas Bridet − Będziesz moim synem
  - Guillaume Gouix − Jimmy Rivière
  - Pierre Niney − Lubię patrzeć na dziewczyny
  - Dimitri Storoge − Gang Story

### Nadzieja kina (aktorka)
- Naidra Ayadi − Poliss oraz Clotilde Hesme − Angele i Tony
  - Adèle Haenel − Apollonide. Zza okien domu publicznego
  - Céline Sallette − Apollonide. Zza okien domu publicznego
  - Christa Théret − La brindille

### Najlepsza muzyka
- Ludovic Bource − Artysta
  - Alex Beaupain − Ukochany
  - Bertrand Bonello − Apollonide. Zza okien domu publicznego
  - Mathieu Chedid i Patrice Renson − Przygoda w Paryżu
  - Philippe Schœller − Minister

### Najlepsze zdjęcia
- Guillaume Schiffman − Artysta
  - Pierre Aïm − Poliss
  - Josée Deshaies − Apollonide. Zza okien domu publicznego
  - Julien Hirsch − Minister
  - Mathieu Vadepied − Nietykalni

### Najlepszy montaż
- Laure Gardette i Yann Dedet − Poliss
  - Anne-Sophie Bion i Michel Hazanavicius − Artysta
  - Laurence Briaud − Minister
  - Pauline Gaillard − Wypowiedzenie wojny
  - Dorian Rigal-Ansous − Nietykalni

### Najlepsza scenografia
- Laurence Bennett − Artysta
  - Alain Guffroy − Apollonide. Zza okien domu publicznego
  - Pierre-François Limbosch − Kobiety z 6. piętra
  - Jean-Marc Tran Tan Ba − Minister
  - Wouter Zoon − Człowiek z Hawru

### Najlepsze kostiumy
- Anaïs Romand − Apollonide. Zza okien domu publicznego
  - Catherine Baba − Moja mała księżniczka
  - Mark Bridges − Artysta
  - Christian Gasc − Kobiety z 6. piętra
  - Viorica Petrovici − Kobiece źródło

### Najlepszy dźwięk
- Olivier Hespel, Julie Brenta i Jean-Pierre Laforce − Minister
  - Pascal Armant, Jean Goudier i Jean-Paul Hurier − Nietykalni
  - Jean-Pierre Duret, Nicolas Moreau i Jean-Pierre Laforce − Apollonide. Zza okien domu publicznego
  - Nicolas Provost, Rym Debbarh-Mounir i Emmanuel Croset − Poliss
  - André Rigaut, Sébastien Savine i Laurent Gabiot − Wypowiedzenie wojny

### Najlepszy film animowany
- Joann Sfar i Antoine Delesvaux − Kot rabina
  - Nicolas Brault − Le Cirque
  - Benjamin Renner − Mysi ogonek
  - Bibo Bergeron − Przygoda w Paryżu
  - Jean-François Laguionie − Le Tableau

### Najlepszy film dokumentalny
- Christian Rouaud − Tous au Larzac
  - Daniel Leconte − Le Bal des menteurs
  - Frederick Wiseman − Crazy Horse
  - Yasmina Adi − Ici on noie les Algériens
  - Michael Radford − Michel Petrucciani

### Najlepszy film krótkometrażowy
- Olivier Treiner − Stroiciel fortepianów
  - Hugo Chesnard − La France qui se lêve tôt
  - Baya Kasmi − Mogłam zostać dziwką
  - Bernard Tanguy − Mogłabym być twoją babcią
  - Guillaume Brac − Świat bez kobiet

### Cezar Honorowyza całokształt twórczości
- Kate Winslet

## Podsumowanie ilości nominacji
(Ograniczenie do dwóch nominacji)
12 : Poliss
11 : Minister
10 : Artysta
9 : Nietykalni
8 : Apollonide. Zza okien domu publicznego
6 : Wypowiedzenie wojny
3 : Człowiek z Hawru, Angele i Tony, Kobiety z 6. piętra
2 : Pater, Delikatność, Moja mała księżniczka, Winny, Omar m'a tuer, Zwycięstwo, Kobiece źródło

## Podsumowanie ilości nagród
(Ograniczenie do dwóch nagród)
6 : Artysta
3 : Minister
2 : Angele i Tony, Poliss